# باد مالین
باد مالین (انگلیسی: Bud Molin؛ ‏ ۲۶ مهٔ ۱۹۲۵ – ۲۱ مهٔ ۲۰۰۷) کارگردان فیلم، تدوین‌گر، و کارگردان تلویزیونی اهل ایالات متحده آمریکا بود.

## گزیدهٔ فیلم‌شناسی
- استلا (۱۹۹۰)
- کارشناسان (۱۹۸۹)
- مدرسه تابستانی (۱۹۸۷)
- دانشکده پلیس ۳ (۱۹۸۶)
- مردی با یک کفش قرمز (۱۹۸۵)
- مردگان پیراهن راه‌راه نمی‌پوشند (۱۹۸۲)
- وراثت (۱۹۷۹)
- یک رابطه همه‌جانبه (۱۹۶۴)
- عاشقتم لوسی (۱۹۵۷–۱۹۵۳)